# (10368) Kozuki
(10368) Kozuki est un astéroïde de la ceinture principale.

## Description
(10368) Kozuki est un astéroïde de la ceinture principale. Il fut découvert le 7 février 1995 à Ōizumi par Takao Kobayashi. Il présente une orbite caractérisée par un demi-grand axe de 2,39 UA, une excentricité de 0,12 et une inclinaison de 10,0° par rapport à l'écliptique.

## Compléments